# MÁV-Baureihe BCmot VIIIa, VIIIb
| MÁV-Baureihe Cmot VIIIa, VIIIb | MÁV-Baureihe Cmot VIIIa, VIIIb | MÁV-Baureihe Cmot VIIIa, VIIIb   | MÁV-Baureihe Cmot VIIIa, VIIIb |
| ------------------------------ | ------------------------------ | -------------------------------- | ------------------------------ |
| Aufnahme                       |                                |                                  |                                |
| Nummerierung                   | Nummerierung                   | MÁV: Cmot 07.301-304, 07.309-314 | MÁV: Cmot 07.305-308           |
| Hersteller                     | Hersteller                     | Ganz & Co. / Budapest            | Ganz & Co. / Budapest          |
| Baujahre                       | Baujahre                       | 1904                             | 1904                           |
| Ausmusterung                   | Ausmusterung                   | unbekannt                        | unbekannt                      |
| Anzahl                         | Anzahl                         | 10                               | 4                              |
| Spurweite                      | Spurweite                      | 1.435 mm                         | 1.435 mm                       |
| Höchstgeschwindigkeit          | Höchstgeschwindigkeit          | 50 km/h                          | 50 km/h                        |
| Länge über Puffer              | Länge über Puffer              | 11.615 mm                        | 10.650 mm                      |
| Dienstmasse                    | Dienstmasse                    | 17,6 t                           | 18,1 t                         |
| Reibungsmasse                  | Reibungsmasse                  | 11,5 t                           | 11,5 t                         |
| Steuerung                      | Steuerung                      | Kluge                            | Kluge                          |
| Bauart                         | Bauart                         | A1’ n2v                          | A1’ n2v                        |
| Zylinderzahl                   | Zylinderzahl                   | 4                                | 4                              |
| NDZylinderdurchmesser          | NDZylinderdurchmesser          | 170 mm                           | 170 mm                         |
| HDZylinderdurchmesser          | HDZylinderdurchmesser          | 116 mm                           | 116 mm                         |
| Kolbenhub                      | Kolbenhub                      | 140 mm                           | 140 mm                         |
| Kesselbauart                   | Kesselbauart                   | De Dion-Bouton                   | De Dion-Bouton                 |
| Kesseldruck                    | Kesseldruck                    | 18 bar                           | 18 bar                         |
| Rostfläche                     | Rostfläche                     | 0,3 m²                           | 0,3 m²                         |
| Überhitzerfläche               | Überhitzerfläche               | 2,7 m²                           | 2,7 m²                         |
| Verdampfungsheizfläche         | Verdampfungsheizfläche         | 5,7 m²                           | 5,7 m²                         |
| indizierte Leistung            | indizierte Leistung            | 37 kW (50 PS)                    | 37 kW (50 PS)                  |
| Raddurchmesser                 | Raddurchmesser                 | 1.020 mm                         | 1.020 mm                       |
| Sitzplätze                     | Sitzplätze                     | 40                               | 38                             |
| Klassen                        | Klassen                        | 3.                               | 3.                             |

Die zweiachsigen Dampftriebwagen der MÁV-Baureihe Cmot VIIIa wurden 1904 bei Ganz & Co in Budapest hergestellt und dienten als Triebwagen für die ungarische Staatseisenbahn MÁV. Fahrzeuge dieses Typs waren nach dem System De Dion-Bouton hergestellt und besaßen eine Leistung von 37 kW (50 PS).

## Geschichte
Eisenbahnstrecken der ungarischen Staatseisenbahn MÁV galten um die 1900er Jahre als besonders dampftriebwagenfreundlich, da die Gesellschaft viele Nebenbahnen mit geringem Verkehr und relativ geringen Steigungen besaß. Die meisten benötigten Fahrzeuge wurden von der Ganz in Budapest hergestellt. Dazu erwarb die Firma Lizenzen von De Dion-Bouton und baute Dampftriebwagen mit 35, 50 und 80 PS Leistung.
Nach Literaturangaben sollen von Ganz bis Ende 1906 insgesamt 89 Dampftriebwagen an die MÁV geliefert worden sein, bei Pospichal werden lediglich 30 Fahrzeuge genannt. Diese 14 hier genannten Dampftriebwagen können als die größeren aller Dampftriebwagen in dieser Kategorie angesehen werden.
Ursprünglich waren zwei von ihnen als Weitzer-De Dion-Bouton-Triebwagen mit benzolelektrische Triebwagen geplant. Da dieses Konzept nicht funktionierte, wurden sie von Ganz mit einer Dampfmaschine von De Dion-Bouton aufgebaut. Beide Varianten (VIIIa oder VIIIb) sind vom Aufbau her fast identisch.
Gesicherte Angaben über den Einsatz der Fahrzeuge sind in der Literatur nicht zu finden. Eine Fotografie zeigt einen Triebwagen auf einer Lokalbahn in Zrenjanin.

### Technische Beschreibung

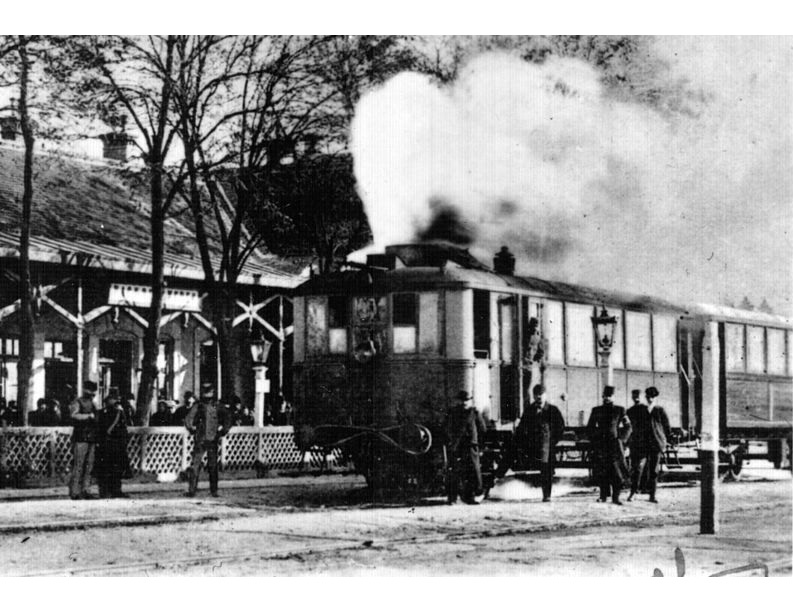
Postkartenaufnahme von 1905 von einem Cmot VIIIb

Vom Aussehen her waren die Fahrzeuge ähnlich den BCmot VIIc. Der Einstiegsbereich ist wesentlich anders gestaltet, ansonsten waren beide Fahrzeugtypen in etwa die gleiche Größenklasse. Innerhalb der beiden Untervarianten war bei der VIIIb der Einstiegsraum etwas weiter nach vorn gerückt.
Das Fahrzeug besaß einen von De Dion-Bouton entwickelten sowie von GANZ gefertigten Wasserrohrkessel und eine Dampfmaschine vom gleichen Hersteller. Dampferzeuger und Dampfmaschine waren den Vorgängermodellen vom Aufbau her identisch gestaltet, die Leistung blieb bei diesem Modell noch 50 PS. Es hat lt. Literatur Fahrzeuge mit einer Leistung von 80 PS gegeben, ein Datenblatt eines solchen Fahrzeuges ist nicht zu finden. Die Kesselspeisung besorgten zwei mit Dampf angetriebene Kolbenpumpen. Der Wassertank war unter dem Untergestell des Wagens angebracht. Befüllt wurde er entweder durch einen Fülltrichter vom Dach aus mit dem Wasserkran oder durch eine Strahlpumpe vom Führerstand aus.